# هيذر توماس
هيذر آن توماس (بالإنجليزية: Heather Thomas)‏ (ولدت في 8 سبتمبر 1957) ممثلة، كاتبة سيناريو، وناشطة سياسية أميركية عرفت بسبب تأديتها دور جودي بانك في مسلسلات تلفزيونية كبش الفداء. تقاعدت عن التمثيل في عام 1998 لتجنب الملاحقين، والتركيز على عائلتها، ومواصلة الكتابة. منذ اعتزالها التمثيل شاركت في بعض الأفلام البسيطة، كما شاركت في النشاط السياسي. عادت للتمثيل في عام 2013.

## نشأتها
وُلِد توماس في غرينتش، كونيتيكت، لأمه جلادي لو رايدر، معلمة التعليم الخاص في منطقة سانتا مونيكا-ماليبو الموحدة للمدارس. تخرجت من مدرسة سانتا مونيكا الثانوية في عام 1975 وواصلت الدراسة في مدرسة المسرح والسينما والتلفزيون بجامعة كاليفورنيا في لوس أنجلوس، واستمرت في ذلك في عام 1980. أثناء وجودها في جامعة كاليفورنيا في لوس أنجلوس، كانت عضوًا في جمعية الأخوات تشي أوميجا.

## روابط خارجية
- هيذر توماس على موقع IMDb (الإنجليزية)
- هيذر توماس على موقع ألو سيني (الفرنسية)
- هيذر توماس على موقع أول موفي (الإنجليزية)
- هيذر توماس على موقع قاعدة بيانات الأفلام السويدية (السويدية)
- هيذر توماس على موقع إن إن دي بي (الإنجليزية)
- هيذر توماس على موقع قاعدة بيانات الفيلم (الإنجليزية)
- هيذر توماس على موقع كينوبويسك (الروسية)